# Крістіян Наумовскі
Крістіян Наумовскі (мак. Kristijan Naumovski, нар. 17 вересня 1988, Скоп'є) — македонський футболіст, воротар румунського клубу «Динамо» (Бухарест) і національної збірної Македонії.

## Клубна кар'єра
У дорослому футболі дебютував 2008 року виступами за команду клубу «Работнічкі», в якій провів два сезони, взявши участь у 31 матчі чемпіонату.
Своєю грою за цю команду привернув увагу представників тренерського штабу клубу «Динамо» (Бухарест), до складу якого приєднався 2010 року. Відіграв за бухарестську команду наступні чотири сезони своєї ігрової кар'єри, протягом яких був резервним голкіпером.
Протягом 2014—2015 років грав у Болгарії, захищав кольори команди «Левскі».
До складу клубу «Динамо» (Бухарест) повернувся 2015 року.

## Виступи за збірні
Протягом 2008–2010 років залучався до складу молодіжної збірної Македонії. На молодіжному рівні зіграв у 10 офіційних матчах.
2009 року дебютував в офіційних матчах у складі національної збірної Македонії. Наразі провів у формі головної команди країни 5 матчів.

## Титули і досягнення
- Володар Кубка Македонії (1):

«Работнічкі»: 2008-09
- Володар Кубка Румунії (1):

«Динамо» (Бухарест): 2011–12
- Володар Суперкубка Румунії (1):

«Динамо» (Бухарест): 2012
- Володар Кубка Гонконгу (1):

«Гонг Конг Пегасус»: 2015–16
- Володар Саплінг Кап (1):

«Гонг Конг Пегасус»: 2015–16